# Chantal Jaquet
Chantal Jaquet (geb. 1956) ist eine französische Philosophin. Sie ist Professorin für Philosophie an der Université Paris 1 Panthéon-Sorbonne.

## Wirken
Jaquet forscht u. a. zu Spinoza, der Geschichte der modernen Philosophie, der Sozialphilosophie und der Philosophie des Körpers.
Jaquet wird wie Annie Ernaux, Didier Eribon und Édouard Louis zur écriture sociologique zugerechnet, jener Bewegung, welche die sozialen Schichtung zum literarischen Motiv erhebt und zu deren filmischem Pendant Xavier Dolan zählt.
In ihrem Buch Zwischen den Klassen schreibt Jaquet die Thesen Pierre Bourdieus fort und deutet den Begriff des Klassenaufsteigers um, den sie als transclasse bezeichnet: Durch die Fähigkeit des Wechsels von einem Milieu in ein anderes entstehen die Fähigkeiten zur Vermittlung zwischen den Klassen, zum Sprechen verschiedener Sprachen und zum nuancierteren Denken.

## Veröffentlichungen (Auswahl)
- Les Transclasses ou la Non-Reproduction, PUF, 2014 (ISBN 978 2-13-063182-8).
  - deutsch: Zwischen den Klassen: Über die Nicht-Reproduktion sozialer Macht. ISBN 978-3-8353-9104-8